# BE SILENT FUCKIN' RIOT
BE SILENT FUCKIN' RIOT（ビー・サイレント・ファッキン・ライオット）は日本のロックバンド、ゼリ→の4thアルバム。2003年7月20日発売。発売元は自主レーベルのVELVET SNOOZERであり、レーベル初アルバム。初回限定盤にはヤフミの骨折レントゲン写真ステッカー同封。

## 収録曲
1. アロワナ
　（作詞：ヤフミ/作曲：カズキ）
2. SEXしてない
　（作詞：ヤフミ/作曲：ヤフミ&カズキ）
3. イノセント
　（作詞：ヤフミ/作曲：カズキ）
4. VIDEO CAN'T KILL MY LIFE
　（作詞・作曲：ヤフミ）
5. SECRET SERVICE
　（作詞：ヤフミ/作曲：ヤフミ&カズキ）
6. MALIBU & COKE
　（作詞：ヤフミ/作曲：カズキ）
7. BE SILENT FUCKIN' RIOT
　（作詞：ヤフミ/作曲：ヤフミ&カズキ）
8. Freedom will be there
　（作詞：ヤフミ/作曲：カズキ）
9. VELVET SNOOZER
　（作詞：ヤフミ/作曲：ユータロー）
10. 素晴らしき若きロクデナシ
　（作詞：ヤフミ/作曲：ヤフミ&カズキ）
11. I want someone everytime, want anyone everynight.
　（作詞：ヤフミ/作曲：ユータロー）
　意外にもライブで初演奏されたのは、2007 ROCKERS Tokyo 5days（3日目）にてである。